# Дело Фрича — Бломберга
Дело Фрича — Бломберга (нем. Fritsch-Blomberg-Affäre) — политический кризис, возникший в 1938 году в высших кругах нацистской Германии, который привёл к изменению формы командования вооружёнными силами государства и значительному усилению влияния НСДАП на внешнюю и внутреннюю политику государства. В результате завершения этого кризиса Гитлер, став верховным главнокомандующим, получил полную свободу действий в реализации своих планов, нацеленных на экспансию.

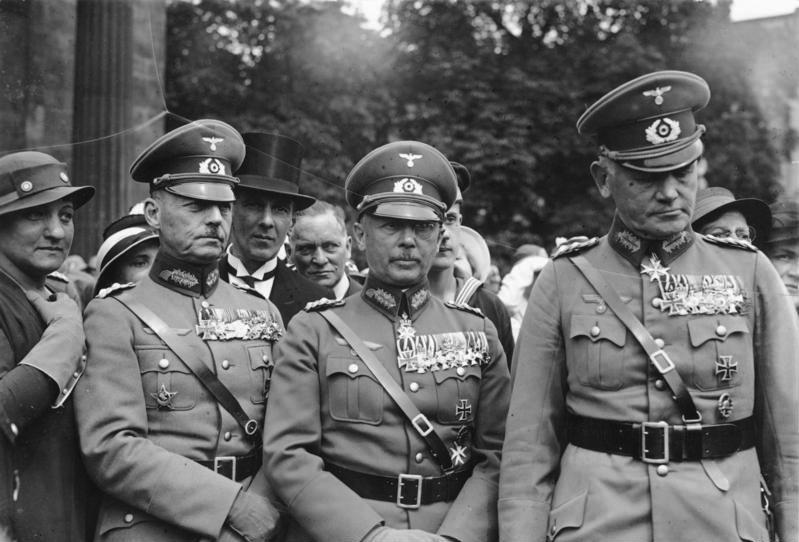
Рундштедт, Фрич и Бломберг (1934)

Главными фигурантами скандала стали:
- Вернер фон Бломберг — военный министр, с 1936 года до увольнения после скандала — генерал-фельдмаршал вермахта.
- Вернер фон Фрич — главнокомандующий сухопутными войсками.

## Предпосылки
Оба фигуранта принадлежали к верхушке немецкой военной аристократии и играли важную роль в создании вермахта. Гитлер, постоянно подчёркивающий свою принадлежность к военному сословию, весьма ценил свои не только официальные, но и личные контакты с ними, поскольку ему хорошо было известно стойко неприязненное отношение кадрового офицерства к митинговым политикам вообще и бонзам нацистской партии в частности. Немецкая армия предпочитала оставаться вне политики. Тем не менее, офицерство было его опорой ещё во время борьбы за власть со штурмовиками Эрнста Рёма, который, взамен вермахта, пытался организовать «народную армию», что нарушало существующее равновесие фактических властных группировок. В этом же направлении действовало постоянно доводимое до общественности пропагандистское напоминание о том, что он — простой солдат (точнее — ефрейтор). Это позволяло ему поддерживать ореол создателя народного немецкого государства, в котором он установил классовый мир.
Но как Бломберг, так и Фрич были едины в своей убеждённости, что создаваемый ими вермахт должен был выполнять исключительно оборонительную роль и ни в коем случае не быть орудием агрессии. Это в корне противоречило принципиальным установкам Гитлера, поэтому конфликт был неизбежен.
В личном плане Бломберг боготворил Гитлера и считал его национальным гением, что вызывало насмешки и язвительные замечания его коллег, и потому его авторитет в армейской верхушке был весьма условным. Бломберг, бывший командующим армией в Восточной Пруссии, и его начальник штаба фон Райхенау в своё время сумели убедить Гинденбурга, который был против назначения Гитлера на пост канцлера, в том, что армия в этом вопросе стоит на стороне Гитлера. Это не соответствовало действительности, поскольку они были из тех немногих офицеров, что симпатизировали национал-социалистам.
После 1934 года армия согласилась стать одним из столпов государства, другим из них стала партия (нем. Zwei-Säulen-Theorie).
Фрич, со своей стороны, придерживался мнения, что армия представляет собой необходимый для стабильности государства противовес партии, «стоящий не напротив, но рядом с ней». После введения в стране всеобщей воинской обязанности он уделял много внимания воспитанию молодого пополнения армии в духе христианства. К тому же он был приверженцем кайзеровской монархии. Это не могло нравиться партийным идеологам, в том числе руководителям целиком подчинённых им собственных военизированных образований в лице СС и полиции, для которых оба армейских руководителя рассматривались как «реакционеры», стоящие на пути социалистических преобразований немецкого общества.

## Суть кризиса
Овдовевший в 1932 году Бломберг решил в 61 год вторично жениться на никому не известной стенографистке из управления снабжения (нем. Reichsnährstand) Еве Грун (Eva Gruhn), с которой втайне имел интимные отношения в течение двух лет. Гитлер и Геринг поддержали эту инициативу, поскольку брак немецкого аристократа с простолюдинкой лишний раз подчеркивал классовое единение в новой Германии. Они оба согласились выступить в роли свидетелей на свадьбе, закреплённой церемонией, проведённой в большом зале военного министерства 12 января 1938 года. На церемонии, кроме молодожёнов, присутствовало ещё лишь четыре человека. Молодожёны отправились в свадебное путешествие, которое было прервано внезапной смертью матери Бломберга.
После того как фрау Бломберг сняла траур и зарегистрировалась, служащим полицейского ведомства показалось, что её лицо на фотографии полностью совпадает с лицом на фотографии из картотеки полиции нравов. На этом основании граф фон Хелльдорф, группенфюрер СС и начальник полиции Берлина, посчитал целесообразным поинтересоваться у Кейтеля, знает ли он девушку, на что тот ответил категорическим отказом. Кейтель посоветовал Хелдорфу обратиться с тем же вопросом к Герингу, как свидетелю на свадьбе. Последний сразу понял, что в ближайшее время для него может освободиться должность военного министра.
После возвращения Бломберга Гитлер и Геринг 24 января 1938 года потребовали от него немедленного расторжения брака, но Бломберг решительно отказался. Гитлер был вне себя от гнева, поскольку такое поведение считал непростительным для немецкого генерал-фельдмаршала. Карьера Бломберга закончилась.
В этот же день Гитлеру был представлен материал, подтверждённый скрытым полицейским наблюдением, что Фрич склонен к гомосексуальности. В ответ на предъявленные обвинения последний заявил, что это — «наглая ложь». Однако Гитлер, убеждённый в том, что все гомосексуалы — лжецы, этому не поверил. В самых верхних сферах государства возник кризис.
27 января, на приёме у Гитлера Бломберг, уже в штатском, убеждал Гитлера в том, что вермахт никогда не согласится с тем, чтобы Геринг стал военным министром. В связи с этим он предложил распустить военное министерство, а вместо него создать три: для сухопутных войск, военно-морского флота и военно-воздушных сил. Для Гитлера это был выход из тупиковой кризисной ситуации, к тому же давало возможность стать верховным главнокомандующим. Принятое им решение было официально опубликовано 4 февраля 1938 года.
Начальником Верховного командования вермахта был назначен Кейтель, а командование сухопутными войсками было поручено прусскому гвардейскому генералу Браухичу. Однако последнему уже не удавалось так решительно, как Фричу, дистанцироваться от влияния партийных функционеров.
Бломберг оставался в тени. На Нюрнбергском процессе он выступал в роли свидетеля и в тот же год скончался от рака.
Фрич пытался снять с себя обвинения и восстановить свою репутацию, требуя рассмотрения дела военным судом (Reichskriegsgericht). Гитлер же настаивал на показательном процессе (Sondergericht). Однако министр военной и государственной юстиции (Der Militärjustiz- und der Reichsjustizminister) Франц Гюртнер отвёл притязания Гитлера, и последнему пришлось отказаться от своих намерений. На суде защитник Фрича Рюдигер фон дер Гольц (нем. Rüdiger von der Goltz), решительно поддерживаемый руководителями абвера адмиралом Вильгельмом Канарисом и полковником Хансом Остером, добился прекращения процесса. Этого не хотели ни Гитлер, ни Фрич, который добивался полной реабилитации, но понял, что сопротивление бесполезно. Вместе с артиллерийским подразделением, в котором он начинал свою службу, Фрич в роли «наблюдателя» участвовал в Польской кампании и 22 сентября 1939 года был убит в предместье Варшавы.
Одновременно с кризисом возникло обоснованное мнение, что вся история была организована верхушкой органов государственной безопасности: рейхсфюрером СС и шефом полиции Гиммлером вместе с шефом госбезопасности Гейдрихом, заинтересованными в усилении роли возглавляемых ими организаций.